# Doctor Jivago (roman)
Pentru alte sensuri, vezi Doctor Jivago (dezambiguizare).
Doctor Jivago (în rusă До́ктор Жива́го pronunție în rusă [ˈdoktər ʐɪˈvaɡə]) este un roman scris de Boris Pasternak și publicat pentru prima oară în 1957 în Italia. Romanul este denumit după protagonistul său, medicul și poetul Iuri Jivago, iar acțiunea sa are loc între Revoluția Rusă din 1905 și cel de-al Doilea Război Mondial.
Din cauza poziției sale independente față de Revoluția din Octombrie, s-a refuzat publicarea romanului Doctor Jivago în URSS. La îndemnul lui Giangiacomo Feltrinelli, manuscrisul a fost transportat ilegal la Milano și publicat în 1957. În Uniunea Sovietică, romanul a fost interzis până în 1988. Pasternak a fost distins cu Premiul Nobel pentru Literatură în anul următor, un eveniment care a umilit și înfuriat Partidul Comunist din Uniunea Sovietică. Scriitorul nu a putut primi acest premiu deoarece fusese exclus din Uniunea Scriitorilor Sovietici în același an (1958).
Romanul a fost ecranizat de regizorul britanic David Lean în 1965, iar de atunci a fost de două ori adaptat pentru televiziune, cel mai recent în 2006 ca un miniserial rusesc.

## Rezumat
Romanul este numit după protagonistul său, Iuri Andreevici Jivago, un tânăr medic și poet orfan de tată și de mamă. Acțiunea cărții începe cu moartea mamei sale Maria Nikolaevna și descrie copilăria și adolescența lui Iuri Jivago și a Larisei Fiodorovna (Lara) în orașul Moscova, unde Iuri va studia medicina, va lucra ca medic și se va căsători cu Antonina Aleksandrovna (Tonia) cu care are un fiu și de care trebuie să se despartă după ce a fost mobilizat ca medic militar în timpul Primului Război Mondial.
După ce a lucrat în diferite locuri în timpul campaniei militare, el este trimis la Meliuzeevo, un fost hotel transformat în spital unde o cunoaște pe asistenta Larisa Antipova, de care se va îndrăgosti. Larisa, căsătorită cu Pavel Pavlovici Antipov (Pașa), s-a înrolat ca asistentă medicală pentru a-și găsi soțul plecat pe front ca voluntar și dat dispărut. După ce l-a căutat timp de doi ani, ea revine în orașul Iuriatin pentru a avea grijă de fiica ei. Iuri se întoarce la Tonia și la fiul său, dar odată cu Revoluția Rusă și cu Războiul Civil duce lipsă de alimente și de lemne de foc și se hotărăște să plece la fosta moșie a socrilor săi de la Varîkino, cu intenția de a trăi de pe urma produselor agricole obținute din mica grădină care le rămăsese. Într-una din călătoriile medicului în orașul învecinat Iuriatin o recunoaște pe Lara și începe o relație cu ea. Când se hotărăște să-i mărturisească soției dragostea lui pentru Larisa, Iuri este oprit de o patrulă de partizani și luat cu forța pe front. 
Doctorul Jivago lucrează un an și jumătate ca medic pentru partizani, reușind în cele din urmă să dezerteze și să se întoarcă la Iuriatin. Familia sa se întorsese la Moscova, dar el nu poate să-i urmeze pentru că era considerat fugar așa că o caută pe Lara cu care își continuă relația. Temându-se că urmează a fi arestați, Iuri, Lara și fiica acesteia, Katia, merg la Varîkino până ce situația se va liniști. Pentru a salva viața Larei și a fiicei ei, Iuri o păcălește să accepte oferta avocatului Komarovski de a merge în Extremul Orient al Rusiei cu el. Cu toate acestea, Iuri rămâne la fermă, unde este vizitat câteva zile mai târziu de soțul Larei, Pavel Antipov-Strelnikov, condamnat la moarte de un tribunal revoluționar și devenit fugar. Apoi, Iuri decide să se întoarcă la Moscova pentru a-și căuta familia.
Când reușește într-un final să ajungă la Moscova, el află că familia sa fusese exilată în Franța din cauza convingerilor socialiste moderate ce nu se potriveau cu radicalismul promovat de bolșevici. Din Paris, Tonia (soția lui) caută o modalitate de a restabili legătura cu soțul ei. Între timp, Iuri începe să trăiască cu Marina Markelovna cu care are două fete. În cele din urmă, în anul 1929, Iuri moare în urma unei crize cardiace provocate de căldura sufocantă dintr-un tramvai din Moscova.
Evenimentele se desfășoară pe fundalul Primului Război Mondial, apoi al Revoluției Ruse din 1917, iar ulterior al Războiului Civil din 1918-1920. O mare parte din acțiune este absorbită de idealismul și misticismul doctorului și poetului Jivago, care amestecă uneori în mintea sa fantezia cu realitatea. Ultimul capitol al romanului îl formează douăzeci de poezii frumoase pe care Pasternak le atribuie protagonistului romanului.
Volumul de poezii a lui Jivago va fi tipărit de prietenii săi care însă nu-l mai înțeleg, pentru  că el este un caz nereprezentativ pentru „o întreagă generație care și-a spulberat poeții”.

## Personaje
Personaje principale
- Iuri Andreevici Jivago - doctorul Jivago. Fiul unui bogat industriaș siberian și al Mariei Nikolaevna, născută Vedeniapin; căsătorit cu Antonina Aleksandrovna (născută Groméko), cu care are doi copii, Sașa și Mașa.
- Larisa Fiodorovna Antipova (născută Guichard) (Lara) - soția lui Pavel Pavlovici Antipov. Ei au o fiică, Katia.
- Pavel Pavlovici Antipov (Pașa, Pașenka) - fiul feroviarului Pavel Ferapontovici Antipov și al Dariei Filimonovna. Profesor, apoi general al armatei revoluționare sub pseudonimul Strelnikov.
- Viktor Ippolitovici Komarovski - avocat, apoi om politic în timpul Revoluției Ruse. Protector al Amaliei Karlovna Guichard și amant al Larisei Fiodorovna.

Familia Larisei și a doctorului Jivago
- Evgraf Andreevici Jivago - fratele vitreg al doctorului Jivago, general sovietic.
- Nikolai Nikolaievici Vedeniapin - scriitor și filozof. Unchiul doctorului Jivago.
- Antonia Alexandrovna Jivago (Tonia) - fiica Annei Ivanovna și a lui Aleksandr Aleksandrovici Gromeko, căsătorită cu doctorul Jivago. Ei au doi copii: Sașa și Mașa.
- Aleksandr Aleksandrovici Gromeko - profesor de agronomie. Soțul Annei Ivanovna, născută Krüger, fiica unui proprietar industrial din zona Munților Ural, Ivan Ernestovici Krüger. Ei au o fiică, Antonia.

Prieteni și cunoștințe ale doctorului Jivago
- Mihail Gordon (Mișa) - fiul avocatului Grigori Ossipovici Gordon. Prieten al doctorului Jivago.
- Innokenti Dudorov (Nika) - fiul anarhistului Dementi Dudorov și al prințesei georgiene Nina Galaktionovna. Prieten al doctorului Jivago.
- Vasea Brîkin - evadat din detașamentele de muncă. Tovarăș de călătorie al doctorului Jivago, al cărui protejat devine.
- Marina Șceapov - fiica portarului Markel Șceapov și a Agafiei Tihonovna. Ultima legătură sentimentală a doctorului Jivago cu care are două fiice: Kapitolina și Klavdia.

Copii
- Sașa (Sașenka, Sanecika, Șura, Șurocik; diminutive de la Aleksandr) - fiul Antoniei Aleksandrovna și al doctorului Jivago.
- Mașa (diminutiv de la Maria) - fiica Antoniei Aleksandrovna și a doctorului Jivago.
- Katia (diminutiv de la Ecaterina) - fiica Larisei Fiodorovna și a lui Pavel Pavlovici Antipov.
- Tania Bezoceredeva - fiica Larisei Fiodorovna și a doctorului Jivago.

## Ecranizări
- Un serial brazilian din 1959 (nedisponibil în prezent) a fost prima adaptare a romanului.[3]
- Cea mai celebră ecranizare este filmul britanic din 1965 regizat de David Lean, cu actorul egiptean Omar Sharif în rolul lui Jivago și cu actrița englezoaică  Julie Christie în rolul Larei, precum și cu Geraldine Chaplin (Tonia) și Alec Guinness (Evgraf). Filmul a fost un succes comercial și a câștigat cinci premii Oscar.
- Un serial de televiziune britanic cu Hans Matheson, Keira Knightley, Alexandra Maria Lara și Sam Neill. El a fost difuzat de ITV în Marea Britanie în noiembrie 2002 și la Masterpiece Theatre în SUA în noiembrie 2003.
- Un miniserial rusesc din 2006 produs de Mosfilm. El are o durată de peste 500 de minute (8 ore și 26 de minute).

## Adaptări muzicale
Musical, Perm (Ural), premiera 22 martie 2007
Musical, muzica Lucy Simon, premiera Sydney, februarie 2011
Musical, Opera Malmö, premiera 29 august 2014 (cf. https://en.wikipedia.org/wiki/Doctor_Zhivago_(novel)#Film_and_stage_adaptations)
Balet, Teatrul Național de Operă și Balet Ljubljana, premiera 14 aprilie 2016, cu muzică de Chopin, Ceaikovski, Rahmaninov, Șostakovici (referință: http://www.opera.si/en/programme/event/balet/doctor-zhivago/)

## Traduceri în limba română
- Doctor Jivago, Editura Elit-Comentator, Ploiești, 1991 - traducere de Gheorghe Lăzărescu, Anca Irina Ionescu și Serge Cibulski
- Doctor Jivago, Editura Moldova, Iași, 1994 (reeditat de Editura Polirom din Iași în 2004, 2008 și 2013) - traducere de Emil Iordache